# Les Cayes (ville)
Pour les articles homonymes, voir Cayes (homonymie).
Les Cayes est une commune d'Haïti, chef-lieu du département du Sud et de l'arrondissement des Cayes dans la péninsule de Tiburon. Par sa population, elle est la troisième ville de la République d’Haïti. 

## Géographie
La ville est bâtie au bord de la baie des Cayes, à l'embouchure de la rivière de la Ravine du Sud, sur la rive gauche de celle-ci.
Face à la ville portuaire des Cayes, s'élève, au large, l'île à Vache.

### Communes limitrophes[1]
| Jérémie, à 64 km                     | Camp-Perrin, à 19 km Maniche, à 17 km       | Cavaillon, à 16 km                        |
| Chantal, à 14,9 km Torbeck, à 7,1 km | Cayes                                       | Port-au-Prince, à 154 km Jacmel, à 129 km |
| Saint-Jean, à 14,5 km                | Baie des Cayes, à 3 km Île-à-Vache, à 19 km | Cavaillon, à 23 km                        |

## Démographie
La commune est peuplée de 125 799 habitants(recensement par estimation de 2009), dont 71 236 habitants pour la ville elle-même.

## Histoire

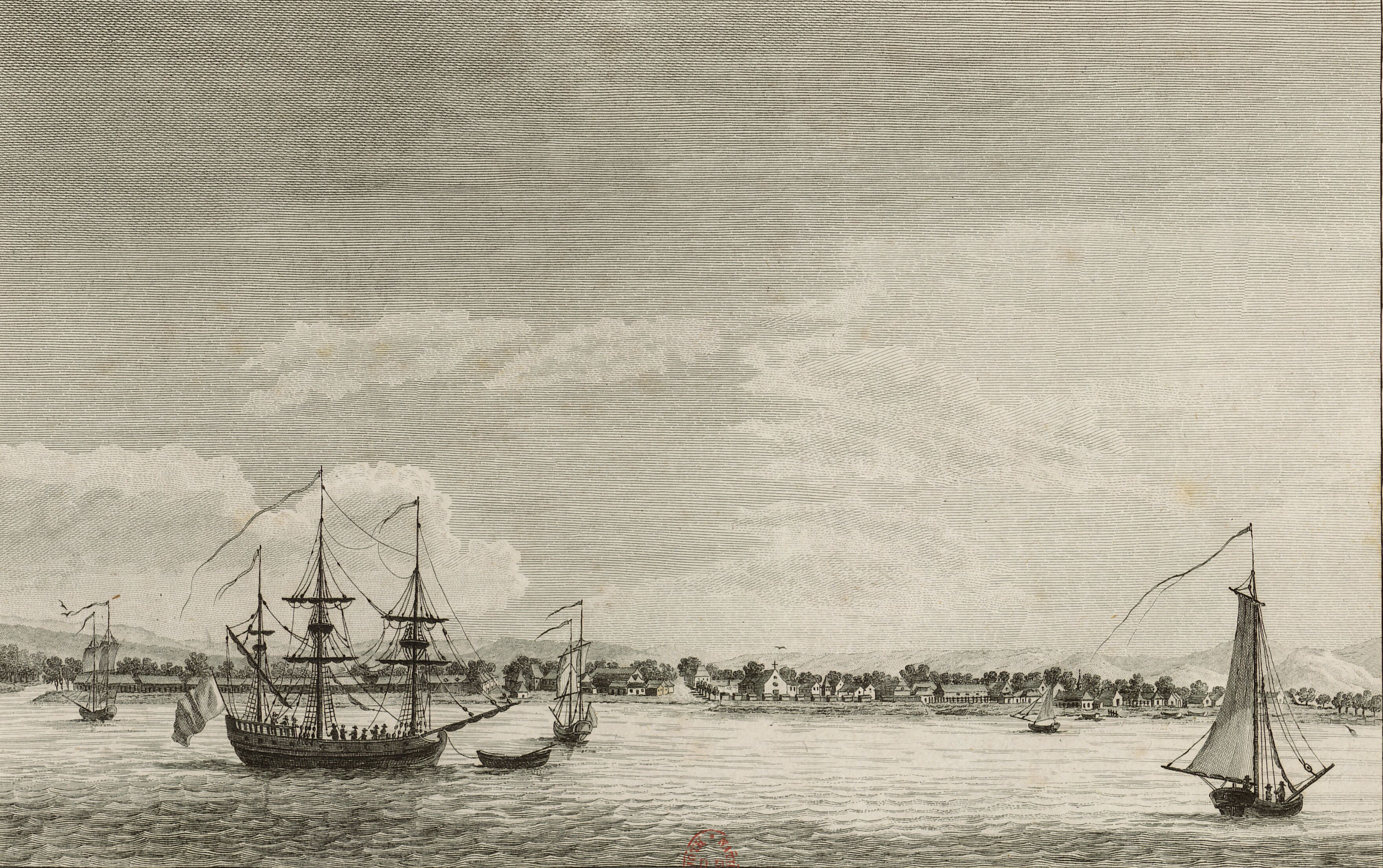
Vue de la ville des Cayes, dessin d'Alexis-Nicolas Pérignon et gravure de Nicolas Ponce, 1791.

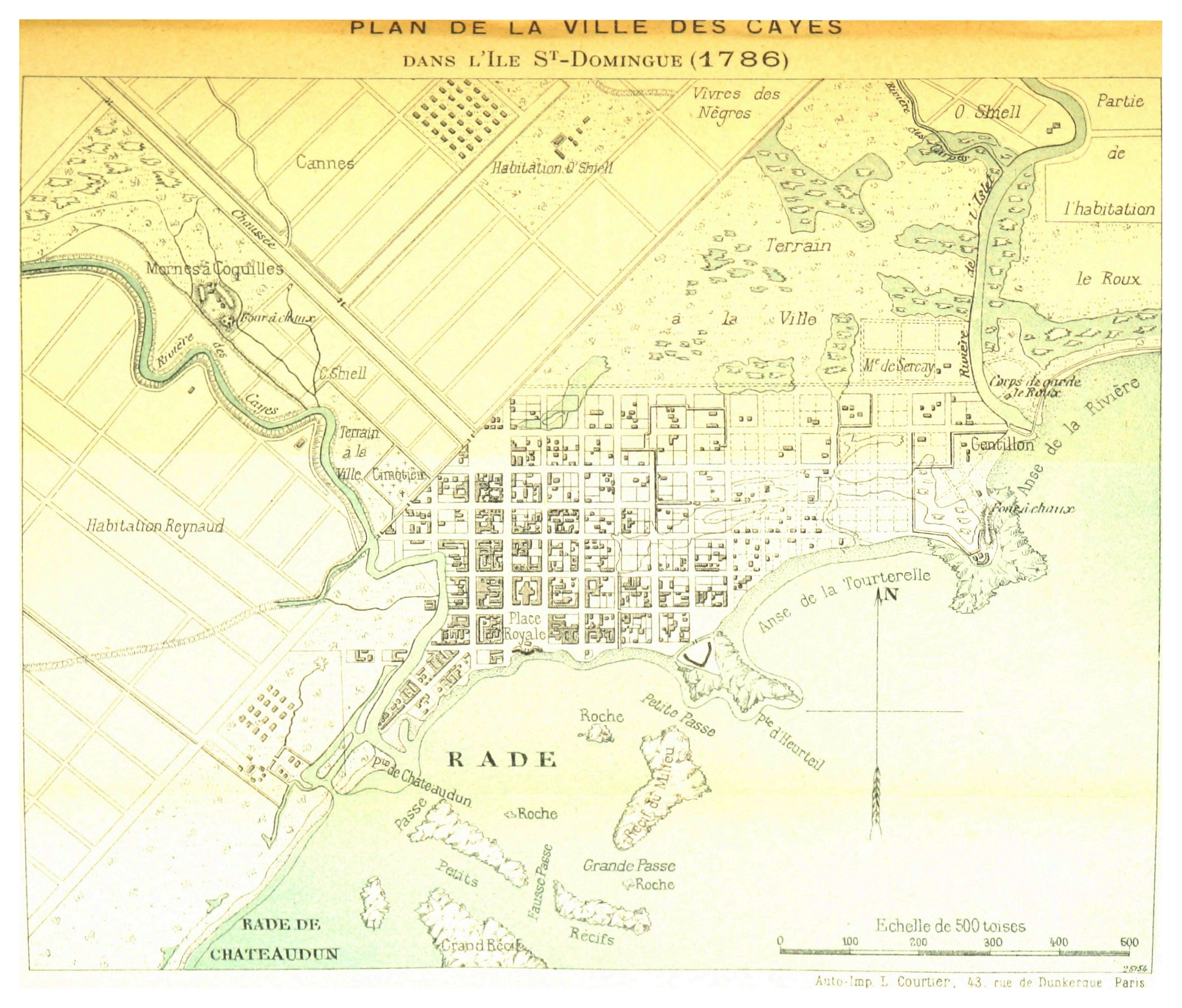
Plan de la ville des Cayes dans l'île Saint-Domingue (1786).

La ville des Cayes a été fondée à l'emplacement de Salvatierra de la Zabana (« Terre sauvée des eaux »), un bourg espagnol créé durant le gouvernement de Nicolás de Ovando en 1503. Le site est abandonné dans le courant du XVIIe siècle.
La ville des Cayes fut fondée en 1726 selon un plan dressé par M. de la Lance sur l’emplacement du bourg espagnol nommée Salvatierra de la Zabanaa. La Compagnie de Saint-Domingue, chargée à partir de 1698 par Louis XIV de la mise en valeur du sud de la colonie de Saint-Domingue est à l'origine de la renaissance du site urbain des Cayes, qui prend de l'importance vers 1750. La prise de Saint-Louis-du-Sud par les Anglais en 1748 déplace le centre de gravité du sud de Saint-Domingue vers Les Cayes qui, à la fin du XVIIIe siècle, est le troisième port de la colonie, derrière le Cap-Français et Port-au-Prince.
Le 5 septembre 1781 et le 16 septembre 1788, la ville est dévastée par des cyclones. Avant la révolution, Les Cayes était une ville tranquille au sud-ouest de Saint-Domingue, où les tensions nées de l’esclavage n'étaient pas aussi grandes que dans la capitale et dans le nord de l’île.
Après l'indépendance en 1804, le port des Cayes est durant le XIXe siècle parmi les principaux ports d'Haïti. L'activité portuaire et d'import-export aux Cayes s'effondre à partir des années 1920 au profit de Port-au-Prince, puis disparaît dans les années 1950.
Lla Ville des Cayes a ete le temoin de la viste de Simon Bolivar et de sa rencontre avec des officiels haitiens dans sa demarche de libérations de certains territoires de l'Amerique du sud notamment Bolivie et Venezuela. Une place avec un buste de Simon Bolivar dans la ville des cayes illustre cet evenement. 
Il faut rappeler qu' En 2003, la ville des Cayes a fête les 500 ans de sa fondation.

## Politique
En tant que Chef-Lieu de département, la ville des Cayes est le siège du pouvoir politique local.On y retrouve entre autres la délégation départementale du sud, la vice-délégation de l’arrondissement des Cayes et la Mairie des Cayes. Cette derniere est actuellement gérée par un Conseil communal provisoire de trois membres dirigé par Marie Michelle Sylvie Rameau en attendant la tenue de nouvelles elections communales.
Les deux principales rues de la Ville portent le nom de deux anciens Chefs d'Etat haïtien: Nicolas Geffrad pour la Rue Principale et Stenio Vincent pour la 2e Grande Rue.

## Économie
En tant que Chef-Lieu de département, la ville des Cayes est le siège du pouvoir politique local La Délégation départementale du sud, la vice-délégation de l’arrondissement des Cayes et la Mairie des Cayes La ville des Cayes assure la distribution d'une grande partie de la production agricole issue des différentes zones agricoles du département du sud à travers les marchés Kay fè et Relais! En outre, depuis le début des années 2000, le commerce de gros et détail s'est multiplié dans la ville notamment à travers des structures formelles représentées par des dépôts de matériaux de construction et produits alimentaires et structures apparentées. 
Les Cayes est aussi réputée pour la production d'huile de vétiver destinée à l'exportation par plusieurs usines de transformation de la racine de vétiver. 
Les Cayes dispose également de l'Aérogare Antoine Simon situé en périphérie et qui assure la connexion aérienne entre la Ville et Port-au-Prince par le biais des lignes aériennes existantes. le Port des Cayes reçoit également occasionnellement des marchandises en provenance de pays de la l'Amérique centrale et de la Caraïbe. 

## Administration
La commune est composée de 6 sections communales : Bourdet, Fonfrède, Laborde (dont le quartier « Laborde »), Laurent, Mercy et Boulmier.

## Culture
La ville possède un centre culturel dénommé « Centre culturel Saint-Louis », d'une capacité de 300 places environ.
Il faut mentionner aussi l’existence de clubs folkloriques comme le Club Avenir et les Tirailleurs.

## Enseignement
Le département compte cinq universités ou centres universitaires :
- Next Learning Center
- l'université Notre-Dame d'Haïti / Faculté d'agronomie (UNDH/FA), qui est une entité de la Conférence épiscopale d'Haïti, rattachée à l'Église catholique ;
- l'American University of the Caribbean (AUC) / faculté d'agronomie/ faculté de génie civil/ sciences comptable et langues vivantes, qui est une entité de l'Église catholique d'Haiti et du gouvernement des États-Unis ;
- l'Université publique du Sud aux Cayes(UPSAC) ;
- l'école de droit et des sciences économiques des Cayes (EDSEC) ;
- l'université episcopale d'Haïti / Business and Technology Institute (UNEPH) / (BTI).
- l'université lumière de la MEBSH, faculté d'agronomie/ faculté de génie civil / école de technologie médicale
- LakayTekPROMO

Au niveau secondaire, la ville compte deux lycées :
- le lycée Philippe-Guerrier ;
- le lycée Claudy-Museau.

Ainsi que plus d'une vingtaine d'écoles privées. Parmi celles-ci, on peut citer : les collèges Saint-Jean, Externat Saint-Joseph, Frère-Odile-Joseph et Frère Fabien-Caron, institution des sœurs de Sainte-Anne.
- le Complexe éducatif moderne (CEM), dirigé par des normaliens issus de l'École normale supérieure de Port-au-Prince de l'université d'État d'Haïti (UEH),
- le collège Horace Pauléus Sanon, du nom d'un ancien historien et écrivain haïtien, Le collège Pierre-Corneille, le collège Lysius-Félicité-Salomon-Jeune, fondé et dirigé par Pierre Gardy Thomas, le collège évangélique de Simon et le collège évangélique de la 1ère église Baptiste des Cayes, dirigés par la Mission évangélique Baptiste Lumière d'Haiti/MEBLH,institut Flore de Simon,dirigé par Florencia Fénelon Luxama et Me Luxama Jean Chalviré,École évangélique MEBSH de Cance, dirigé par la Mission évangélique Baptiste Lumière d'Haiti/MEBLH.

## Médias

### Télédiffusion
La ville compte stations de télévision :
- Télé Macaya Canal 5
- Télé Caramel - Chaine 4
- RadioTélé Univers ou Radio Télé 6 Univers
- Télé Hirondelle - Chaine 16 UHF / Chaine 67 UHF
- Télé la Brise Canal-7 / Chaine 28 ;
- RTNH Radio-Télé Nationale d'Haiti - Canal 8 ;
- Télé RTN - Nami Inter TV - Canal 10 ;
- Télévision de le Métropole du Sud (TMS) - Canal 12.
- Radio Fraternité Port-salut- 93.5 Mhz Fm.

### Radiodiffusion
La ville et ses environs comptent plus 20 stations de radio diffusion autorisées :
| - Radio Cayes Inter 100.9 FM - Radio RTGS - 90.1 FM - Radio Lumière - 90.9 FM - Radio Men Kontre - 95.5 FM - Radio Macaya - 102.5 FM - Radio Experience -101.1 FM (Arniquet) - Radyo Kanaval - Radio Ginen - 92.9 FM - Radio Fraternité -93.5 FM (Port-salut) - Radio La Brise 104.9 FM - Radio NAMI FM - 104.5 FM - Radio Vision 2000 101.7 FM - RTMS 97.3 FM - Radio Platinum 88.9 FM - Radio Minustah FM - 98.5 FM - Radio Hirondelle 107.9 FM - Radio Planete 97.7 FM |

## Religions et spiritualités
Avec la cathédrale Notre-Dame-de-l’Assomption, la ville est le siège d'un diocèse de religion catholique.
À côté de l'Église Catholique , on retrouve l'Église Épiscopale et  des missions protestantes. Parmi ceux qui ont le plus de membres, on peut mentionner la Mission évangélique Baptiste Lumière d'Haïti (MEBLH), l'Église de Dieu, L’Église de Dieu de la Prophétie, l’Église adventiste du 7e jour, la Mission Béthanie, la mission Bethesda, l’Église méthodiste, l’Église luthérienne, l’Église de Jésus-Christ des Saints des derniers jours. Certaines de ces missions comptent jusqu’à trois temples au niveau de la Ville et fournissent à la population des appuis socioéconomiques en termes d’éducation, santé et accès à la micro finance.  
La ville des Cayes dispose  également de 2 loges maçonniques.
Lors du séisme du 14 août 2021, certains temples ont subi des dommages assez importants qui limitent dans certains cas l’utilisation de ces édifices. 

## Sports
Le sport favori de tous les Cayens est le football, qui connaît des hauts et des bas à ce niveau. L'un des joueurs qui a marqué l'histoire de la ville et d'Haïti est Jean Joseph Mathelieu. Il a été champion de la CONCACAF avec le club de Port-au-Prince, le Violette Athletic Club (VAC) en 1984. À côté des parcs scolaires, la ville compte deux grands pistes sportives: le Land des Gabions et le Parc Larco. 
Dans les années 1980, la ville a connu des moments de gloire en cyclisme avec beaucoup d'athlètes de grand niveau.

## Personnalités liées à la commune
- Étienne Gérin (1757-1810), général et homme politique, né aux Cayes
- André Rigaud (Les Cayes, 1761 - 1811), général de la révolution haïtienne
- Nicolas Geffrard (Camp-Perrin, 1761 - Les Cayes, 1806), général de la révolution haïtienne
- Hérard Dumesle (1784 - 1858), homme politique, écrivain et poète
- Jean-Jacques Audubon (Les Cayes, 1785 - New York, 1851), ornithologue et peintre américain d'origine française
- Charles Rivière Hérard, connu sous le nom de Charles Hérard Aîné ou Rivière Hérard (1789 - 1850), président d'Haïti
- Lysius Salomon (1815-1888), président d'Haïti
- Emeric Bergeaud (1818 - 1858), écrivain
- Pierre Théoma Boisrond-Canal (1832 - 1905), président d'Haïti
- François Antoine Simon (1843 - 1923), président d'Haïti
- Horace Pauléus Sannon (1870 - 1938), historien et diplomate
- Louis Achille Othello Bayard (1885 - 1971), musicien, compositeur de la chanson patriotique Haïti chérie
- Perri Pierre (New York, 1988), acteur et cinéaste
- Jean Billy Mondésir, Écrivain